# Rudi Bauer (Schlagzeuger)
Rudi Bauer (* 13. Mai 1971 in Erding) ist ein deutscher Schlagzeuger und Percussionist.

## Werdegang
Rudi Bauer stammt aus einer Musikerfamilie in Erding; er ist der Bruder des Kontrabassisten Stephan Bauer (Niederbayerische Philharmonie), der Bruder des Musikkabarettisten Martin Bauer und der Onkel des Jazz-Pianisten und Komponisten Andreas Begert.
Mit vierzehn Jahren begann er eine klassische Schlagzeugausbildung. Zwei Jahre später wurde er Bundespreisträger beim Wettbewerb Jugend musiziert in der Kategorie Schlagzeug/Ensemble. Mit neunzehn Jahren wurde er schließlich im Bereich Schlagzeug/Solo mit dem ersten Bundespreis ausgezeichnet.
Nach dem Abitur am musischen Camerloher-Gymnasium Freising folgte ein Studium an der Hochschule für Musik und Theater in München bei Peter Sadlo. In dieser Zeit ergab sich eine enge Zusammenarbeit mit Edgar Guggeis, unter anderem im „Ensemble für Perkussive Kunst München“. Nach dem Examen beschloss Bauer sein Studium mit der Meisterklasse bei Guggeis. Darüber hinaus belegte er während seiner Ausbildung ein einjähriges Gaststudium bei Franz Lang an der Hochschule für Musik in Trossingen.
Seine musikalische Bandbreite als Schlagwerker reicht von Klassik über Weltmusik bis hin zur Zeitgenössischen Musik.
1997 nahm er am internationalen Musikwettbewerb der ARD teil und ging als erfolgreichster deutscher Schlagzeuger daraus hervor.
Von 1997 bis 2018 war er Mitglied und Marimba-Solist der Formation „Power! Percussion“.
Rudi Bauer konzertierte als Solist und Kammermusiker auf dem Hong Kong Drum Festival, bei den Salzburger Festspielen, dem New Music Festival St. Petersburg, dem Evian Music Festival und in der Forbidden City Concert Hall Beijing. Als Solopauker und Schlagzeuger arbeitete er eng mit dem Münchener Kammerorchester zusammen. Weitere Engagements hatte er unter anderem an der Bayerischen Staatsoper, dem Symphonieorchester des Bayerischen Rundfunks, den Münchner Philharmonikern und dem Klangforum Wien. Er spielt unter den Dirigenten Sergiu Celibidache, Sir Georg Solti, Zubin Metha, Kent Nagano und Valery Gergiev, u. a. Er wirkte bei Hör- und Fernsehproduktionen für den Bayerischen Rundfunk, ARD, ZDF, RBB, SWR, MDR, NDR und CCTV 4 (China), sowie bei CD-Produktionen für die Deutsche Grammophon, Sony Music, EMI Classic etc. mit.
Seit 2006 gibt er mit seinem ehemaligen Studienfreund, dem chinesischen Schlagzeugsolisten Li Biao, regelmäßig Konzerte in Asien und Europa. 2014 führte sie eine gemeinsame Tournee durch Südamerika.
Von 2008 bis 2014 war er Lehrbeauftragter für Percussion und Rhythmik an der Hochschule für katholische Kirchenmusik und Musikpädagogik in Regensburg. Seit 2019 ist Rudi Bauer Dozent für Percussion in Fachbereichen Elementare Musikpädagogik und Lehramt an der Hochschule für Musik und Theater München. Als Pädagoge, Percussionist und Performer gibt er Workshops für Kinder, Jugendliche und Erwachsene. Rudi Bauer ist außerdem als Koautor und Komponist tätig.

## Videos
- Bearbeitung der "Air" von J.S.Bach für Marimba
- "Lumen" für Marimba, Chor und Orchester
- "Drum Around" für Led Drum Wheel